# جمعه موسی
جمعه موسی (انگلیسی: Guma Mousa؛ زادهٔ ۱ ژانویهٔ ۱۹۷۸) بازیکن فوتبال اهل لیبی بود.
از باشگاه‌هایی که در آن بازی کرده‌است می‌توان به باشگاه ورزشی الشمال اشاره کرد.